# シティタワーズ豊洲
シティタワーズ豊洲（シティタワーズとよす、City Towers Toyosu）は、東京都江東区豊洲にある3棟の超高層マンション。南側のツインタワーザ・ツインと北側のザ・シンボルで構成される。

## 概要
IHI（石川島播磨重工業）造船所跡地が「豊洲2～3丁目地区再開発区計画」に則り、大規模再開発され、それによって整備された9-2および8-4街区に建てられた共同住宅である。エリアは電線地中化され、美しい景観や広い歩道、防犯性を高める高照度の街路灯などが整備されている。
シティタワーズ豊洲は、S棟とN棟の2棟からなる『ザ・ツイン』と、江東区立豊洲北小学校を挟んで北側に離れた『ザ・シンボル』という、合計3棟の超高層マンションによって構成されている。総戸数は『ザ・ツイン』が1,063戸、『ザ・シンボル』が全850戸で、日本では戸数が第3位の大規模マンションである（2009年6月現在）。共用施設は一部が『ザ・ツイン』と『ザ・シンボル』の共有となっており、カラオケルーム2部屋、ゲストルーム6部屋、スカイラウンジなどがある。

## ザ・ツイン
『ザ・ツイン（The Twin）』は、スーパービバホームと豊洲北小学校に隣接するツインタワーで、それぞれ「N棟」と「S棟」と呼ばれる。建物はいずれも地上48階・地下1階。完成時点では江東区内で3番目に高い建築物であった。
設計は日建設計、構造設計はKAJIMA DESIGN（鹿島建設）、施工は鹿島建設によって2006年8月に着工し、2009年6月に完成した。
「水と緑の中に立つガラスのツインタワー」をコンセプトに建設され、都会的でモダンな外観を目指し、コーナーのガラスカーテンウォールとダークグレーの外観で構成した。柱に凹凸の白いアクセントを加え、上昇感を強調するとともに、プロポーションをよりスレンダーに見せる工夫をした。ツインタワーを結ぶ低層部に、グランドロビーを配置し、ガラスボックスのような外観としている。
豊洲運河に面した立地を生かし、水面のきらめきを感じることができるよう、敢えて運河を見下ろす3階にグランドロビーを設置して、様々なサービスを提供するコンシェルジュカウンターを設けた。2棟の住宅棟は、互いの見合いを避けるため45度振った配置。眺望を重視し、リビングにはバルコニーを設けず、FIX窓とし、バルコニーは必要最小限（幅3m、奥行2m）とした。最上階は全住戸をメゾネットタイプとした。
低層棟には、屋上庭園を設け、セキュリティエリアの中で風や緑に触れることができる憩いのスペースとした。運河沿いには、各街区を貫く散歩道「豊洲キャナルウォーク」も一体的に整備された。
販売価格は1LDKが4500万円前後、2LDKが5500万円前後、3LDKが6500万円前後だった。

## ザ・シンボル
『ザ・シンボル（The Symbol）』は、地上44階・地下1階のマンションで、芝浦工業大学豊洲キャンパスに隣接している。設計・施工は竹中工務店。2009年12月に完成した。

## 交通
- 東京メトロ有楽町線豊洲駅徒歩4分（ザ・ツイン）
- ゆりかもめ東京臨海新交通臨海線豊洲駅徒歩6分（ザ・ツイン）